# Nagla Panchi
Nagla Panchi är en ort i Indien.   Den ligger i distriktet Mainpuri och delstaten Uttar Pradesh, i den centrala delen av landet, 250 km sydost om huvudstaden New Delhi. Nagla Panchi ligger 157 meter över havet och antalet invånare är 1 000.
Terrängen runt Nagla Panchi är mycket platt. Runt Nagla Panchi är det tätbefolkat, med 591 invånare per kvadratkilometer. Närmaste större samhälle är Mainpuri, 15,7 km nordväst om Nagla Panchi. Trakten runt Nagla Panchi består till största delen av jordbruksmark.